# Куклеев, Евгений Станиславович
Евгений Станиславович Куклеев (17 апреля 1953, г. Москва — 26 декабря 2003, там же) — российский советский спортсмен, специализирующийся на русских шашках; тренер по шашкам, шашечный теоретик, судья по шашкам. Мастер спорта СССР по шашкам (1971), судья республиканской категории (1976). Участник пяти финалов чемпионатов СССР по русским шашкам (33, 34, 35, 40, 41). В 1974 году выиграл бронзовую медаль на 34-м чемпионате СССР по русским шашкам. Неоднократный чемпионом России (РСФСР), Москвы, Московской области и ЦС ДСО «Спартак». Тренер по шашкам в «Локомотиве», «Спартаке» и в ВОС. Среди учеников — Кандауров Александр.
Всю жизнь прожил в Москве. Играть в шашки начал в десятом классе.
Скоропостижно скончался на 51-м году жизни.